# Demiard
 (avril 2021).
Si vous disposez d'ouvrages ou d'articles de référence ou si vous connaissez des sites web de qualité traitant du thème abordé ici, merci de compléter l'article en donnant les références utiles à sa vérifiabilité et en les liant à la section « Notes et références ».

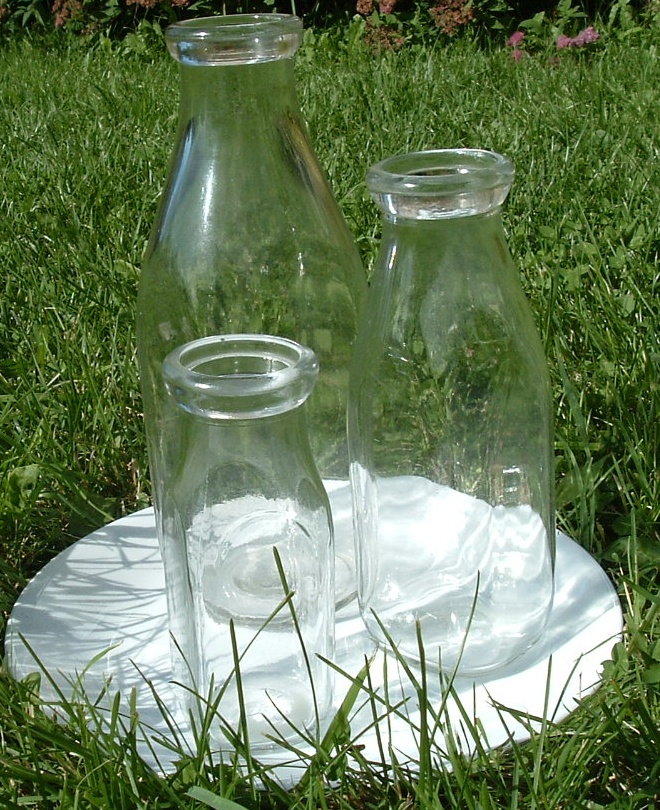
Anciennes bouteilles de lait du Québec : une pinte, une chopine et un demiard

Le demiard est une mesure de capacité pour les liquides, dont le nom vient du Moyen Âge français.

## En France
En France, il correspondait à 12 pouces du roi cube, soit environ 238,036 ml. Dans le Littré, il est défini comme le quart de litre en Normandie.
Puisque sa capacité correspond approximativement au verre de 25 cl, on continue, en France jusqu'à nos jours, de commander un « demi » de bière dans les bistrots[pertinence contestée]. 

## Au Canada
Le demiard est une mesure de capacité pour les liquides anciennement employée au Canada, contenant le quart d'une pinte canadienne, soit 0,284 130 625 litre ; parmi les mesures courantes au Canada, c'est plutôt la tasse américaine (236 ml) et la tasse impériale (227 ml) qui ressemblent au demiard français.
Un demiard vaut aussi la moitié d'une chopine canadienne, ou cinq-quarts d'une tasse impériale.
La capacité d'une « tasse de déjeuner » (Breakfast cup) impériale est égale à un demiard.
Le demiard impérial est un format extrêmement courant de boîtes de conserve (cylindres de 66 mm de diamètre) mais celui-ci est identifié 284 ml en vertu des lois sur le système métrique introduites dans les années 74.

## Sources et références
1. ↑  « Demiard », Dictionnaire de la langue française, Émile Littré [lire en ligne]